# مانغا (لاعب كرة قدم)
مانغا (بالبرتغالية: Haílton Corrêa de Arruda‏) (مواليد 26 أبريل 1937 - 8 أبريل 2025) هو لاعب كرة قدم. لعب مع منتخب البرازيل لكرة القدم. سبق له أن لعب في كأس العالم لكرة القدم مع منتخب بلاده.

## روابط خارجية
- مانغا على موقع الاتحاد الأوربي (الإنجليزية)
- مانغا على موقع قاعدة بيانات كرة القدم.إي يو (الإنجليزية)
- مانغا على موقع ناشيونال فوتبول تيمز (الإنجليزية)
- مانغا على موقع عالم كرة القدم.نت (الإنجليزية)